# Maria Miller (lekarka)
Maria Stanisława Miller (ur. 28 maja 1939 w Warszawie) – polska lekarka, specjalista zdrowia publicznego, nauczyciel akademicki, profesor nauk medycznych.

## Życiorys
W 1963 ukończyła studia w Wydziale Lekarskim Akademii Medycznej w Warszawie. Specjalista w zakresie chorób płuc (I stopień w 1968), medycyny społecznej (I stopień w 1973), organizacji ochrony zdrowia (II stopień w 1975) oraz zdrowia publicznego (2004)..
Stopień doktora nauk medycznych uzyskała w 1972 w Instytucie Gruźlicy w Warszawie na podstawie rozprawy pt. Ocena przydatności aparatu Peak Flow Meter-Wrighta dla wykrywania upośledzenia wentylacji w toku masowych badań radiofotograficznych klatki piersiowej, za którą dostała nagrodę Rady Naukowej przy Ministrze Zdrowia. W 1990 w tej samej uczelni uzyskała stopień naukowy doktora habilitowanego na podstawie pracy pt. Ocena dotychczasowych systemów informacyjnych gruźlicy – Centralny Rejestr Gruźlicy jako nowe narzędzie oceny sytuacji epidemiologicznej i skuteczności programu zwalczania gruźlicy w Polsce. W 1993 została mianowana na stanowisko docenta, a w 2003 postanowieniem Prezydenta RP uzyskała tytuł profesora nauk medycznych.
W 1966 po odbyciu stażu podyplomowego rozpoczęła pracę w Instytucie Gruźlicy w Warszawie. Z tą jednostką była związana do 1996, w tym od 1991 jako kierownik Zakładu Epidemiologii. Od 1996 do 2009 pracowała w Szkole Zdrowia Publicznego w Centrum Medycznym Kształcenia Podyplomowego, jako kierownik Zakładu Epidemiologii i Promocji Zdrowia, oraz w 2005 dodatkowo jako kierownik całej jednostki. W latach 1997–2016 pracowała w Państwowym Zakładzie Higieny, gdzie była kierownikiem Zakładu Promocji Zdrowia.
Autorka lub współautorka ponad 100 publikacji oraz kilkunastu monografii i podręczników z zakresu zdrowia publicznego i epidemiologii, w tym zwłaszcza epidemiologii chorób niezakaźnych oraz wpływu czynników środowiskowych na kondycję człowieka. Promotorka 6 prac doktorskich.

## Odznaczenia
- Złoty Krzyż Zasługi
- Odznaka „Za wzorową pracę w służbie zdrowia”